# Serrapinnus piaba
Serrapinnus piaba is een straalvinnige vissensoort uit de familie van de Characidae. De wetenschappelijke naam van de soort werd als Chirodon piaba in 1875 gepubliceerd door Christian Frederik Lütken.